# 톰 왓슨
톰 왓슨(Tom Watson, 1920년 3월 21일 ~ 2001년 8월 18일)은 영국의 배우, 텔레비전 배우이다.
세인트앤드루스에서 사망하였다.

## 도서
- 톰왓슨 골프 레슨
- 톰 왓슨 골프
- 어프로치는 점수를 줄인다
- 십대 그리스도인과 성
- 어떤 여건에서도 만족하라